# Cheilolejeunea rupestris
Cheilolejeunea rupestris là một loài Rêu trong họ Lejeuneaceae. Loài này được C. J. P. Bastos & Gradst. mô tả khoa học đầu tiên năm 2006.